# Platea Madrid
Platea Madrid es un multiespacio gastronómico situado en la Plaza de Colón en Madrid. Fue inaugurado el 17 de julio de 2014.

## Historia y descripción
Este espacio de 5800 metros cuadrados con una capacidad para 1100 personas fue inaugurado el 17 de julio de 2014 y ha supuesto una inversión de más de 60 millones de euros.
Está ubicado en el antiguo cine Carlos III y emplea a unas 380 personas. Al momento de su apertura contaba con restaurantes de cocina mexicana, peruana, italiana y de varias cocinas asiáticas regentados por restauradores que juntos suman seis estrellas Michelin: Paco Roncero (del restaurante La Terraza del Casino, Madrid) y Ramón Freixa; con dos estrellas cada uno, y Pepe Solla (Solla, Galicia) y Marcos Morán (Casa Gerardo, Asturias), con una estrella.
En 2016, dos años después de su apertura, los chefs Paco Roncero, Marcos Morán y Pepe Solla, abandonan este espacio desvinculándose del proyecto, perdiéndose así cuatro de las seis estrellas Michelin. Ramón Freixa y su bistró Arriba sigue operativo.
A partir de 2018 se asocia con el Centro de Innovación Gastronómica de la Comunidad de Madrid, un espacio de 780 metros cuadrados gestionados por el Instituto Madrileño de Investigación y Desarrollo Rural, Agrario y Alimentario.

### Espacios
- El Foso, dedicado a la (cocina mexicana, peruana, italiana y de varias cocinas asiáticas) así como preparados típicos de la zona.
- El Patio, con bares y tapas, en la franja próxima al escenario.
- Canalla Bistro, restaurante ecléctico y con pretensiones cosmopolitas, distinguido 3 veces con la estrella Michelin, y revalidado los 3 Soles Repsol.
- El Escenario, donde se desarrollan actuaciones nacionales e internacionales.
- El Palco, zona para degustación de cócteles.
- El Club, en la última planta; solo disponible para la organización de fiestas privadas.